# 諏訪広域公立大学事務組合

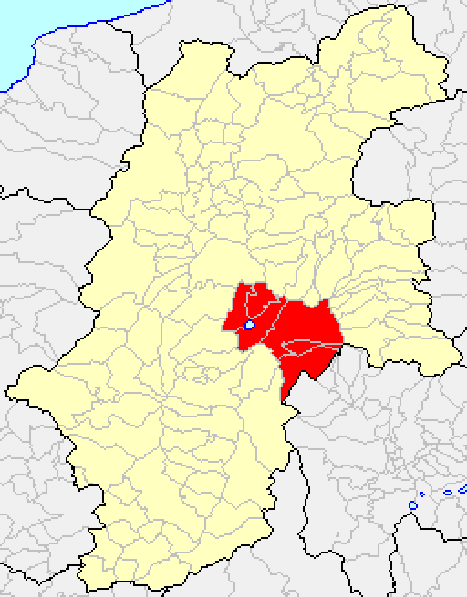
組織市町村

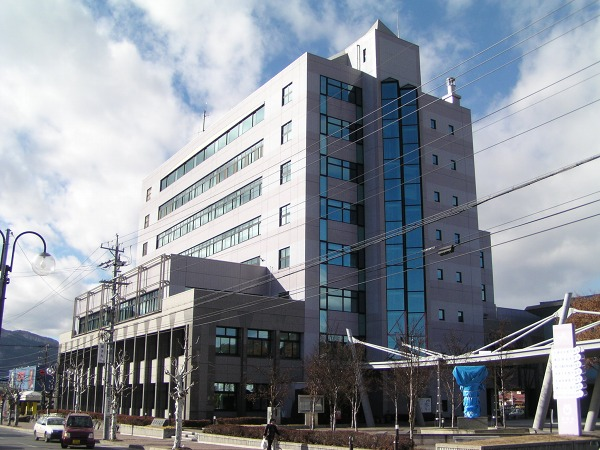
事務所のある茅野市役所

諏訪広域公立大学事務組合（すわこういきこうりつだいがくじむくみあい）は、長野県諏訪地域にある一部事務組合である。
公立大学法人公立諏訪東京理科大学を設立し、同法人が公立諏訪東京理科大学を開学した。

## 概要

### 組織市町村
岡谷市、諏訪市、茅野市、諏訪郡下諏訪町・富士見町・原村

### 共同処理する事務
- 地方独立行政法人法の規定に基づく公立大学法人の設立
- 同法の規定による設立団体が行うこととされる事項
- 同法の規定により組合が設立する公立大学法人との連絡調整

### 事務所
茅野市塚原二丁目6番1号　茅野市役所内

### 年表
- 2017年（平成29年）4月1日 - 諏訪地域6市町村を構成市町村として、組合を設立。
- 2018年（平成30年）4月1日 - 組合が、公立大学法人公立諏訪東京理科大学を設立。同日付で公立諏訪東京理科大学が開学。